# Saint-Germain-de-Lusignan
Saint-Germain-de-Lusignan – miejscowość i gmina we Francji, w regionie Nowa Akwitania, w departamencie Charente-Maritime.
Według danych na rok 1990 gminę zamieszkiwało 1166 osób, a gęstość zaludnienia wynosiła 65 osób/km² (wśród 1467 gmin regionu Poitou-Charentes Saint-Germain-de-Lusignan plasuje się na 253. miejscu pod względem liczby ludności, natomiast pod względem powierzchni na miejscu 469.).